# 6827 Wombat
A 6827 Wombat (ideiglenes jelöléssel 1990 SN4) a Naprendszer kisbolygóövében található aszteroida. Urata Takesi fedezte fel 1990. szeptember 27-én.